# بيل (باركشير)
بيل (بالإنجليزية: Poyle)‏ هي قرية تقع في المملكة المتحدة في إنجلترا.